# Dez (Einheit)
Das Dez ist eine veraltete Einheit für den ebenen Winkel, der zur Schätzung des Kurses eines anderen Schiffes als Abweichung von der Querlage verwendet wurde.
1 Dez = 90°/9 = 10°